# Bruniaceae
Las bruniáceas (Bruniaceae) son una familia de angiospermas eudicotiledóneas perteneciente al orden de las bruniales. Incluye 12 géneros con unas 75 especies de arbustos o subarbustos, con hojas perennes, alternas, dispuestas en espiral y simples con la lámina entera. Flores hermafroditas solitarias (ocasionalmente) o agrupadas en inflorescencias terminales o axilares. El fruto es un aquenio. Son naturales de las regiones subtropicales del sur de África.

## Taxonomía
La familia fue descrita por R.Br. ex DC. y publicado en Prodromus Systematis Naturalis Regni Vegetabilis 2: 43. 1825. El género tipo es: Brunia Lam.  

## Géneros
| - Audouinia - Berzelia - Brunia - Linconia | - Lonchostoma - Mniothamnea - Nebelia - Pseudobaeckea | - Raspalia - Staavia - Thamnea - Tittmannia |